# Miniac-Morvan
Miniac-Morvan är en kommun i departementet Ille-et-Vilaine i regionen Bretagne i nordvästra Frankrike. Kommunen ligger i kantonen Châteauneuf-d'Ille-et-Vilaine som tillhör arrondissementet Saint-Malo. År 2022 hade Miniac-Morvan 4 379 invånare.

## Befolkningsutveckling
Antalet invånare i kommunen Miniac-Morvan
Referens:INSEE